# Zespół Cenani-Lenza
Zespół Cenani-Lenza, inaczej zespół Cenaniego i Lenza lub syndaktylia Cenaniego-Lenza (ang. Cenani–Lenz syndactylism, Cenani–Lenz Syndrome) – zespół wad rozwojowych polegający na syndaktylii dłoni i stóp wraz ze zniekształceniami kości przedramienia i podudzia. Zespół dziedziczony jest w sposób autosomalny recesywny.
Stwierdzono zaledwie ok. 30 przypadków tego zespołu.
Główne nieprawidłowości opisywane w zespole Cenani i Lenza:
- syndaktylia palców dłoni (nadaje jej wygląd "rękawiczki")
- synostoza kości nadgarstka, śródręcza i palców
- nieprawidłowości  kości  nadgarstka
- braki  paliczków  palców dłoni
- syndaktylia palców stóp

Choć zespół dotyczy zarówno kończyn górnych, jak i dolnych, to w kończynach dolnych objawy są mniej nasilone. 
Opisywano także współwystępowanie innych wad w przebiegu CLS.
Zidentyfikowano mutacje genu LRP4 w lokus 11p12-p11.2
Leczenie jest chirurgiczne i polega na próbie przywrócenia możliwie najlepszej funkcji dłoniom.
Nazwa zespołu pochodzi od nazwisk dwóch genetyków Turka Asima Cenani'ego i Niemca Widukinda Lenza.